# Hans-Heinrich Georg Queckenstedt

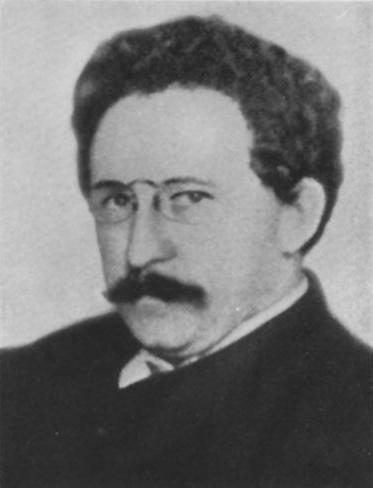
Hans-Heinrich Georg Queckenstedt

Hans-Heinrich Georg Queckenstedt (auch Hans Heinrich Georg Queckenstedt geschrieben; * 15. August 1876 in Reudnitz; † 8. November 1918 in Bertrix) war ein deutscher Neurologe.

## Leben
Queckenstedt wurde 1876 als Sohn eines Lehrers in Reudnitz, später in Leipzig eingemeindet, geboren. Von 1886 bis 1895 besuchte er das Königliche Gymnasium in Leipzig, das er mit dem Reifezeugnis verließ. Er studierte anschließend an der Universität Leipzig Medizin und erwarb 1900 seinen Abschluss. In Folge arbeitete er als Assistenzarzt im Stadtirrenhaus Dresden, im Stadtkrankenhaus Zwickau und an der Poliklinik der Universität Heidelberg. 1906 ging er an die Universitätsklinik Rostock, wo er sich 1912 habilitierte und ab dem Folgejahr eine Oberarztstelle innehatte. 1917 wurde er Titularprofessor. Im Ersten Weltkrieg diente er im Sanitätsdienst, zuletzt als Oberarzt. Er starb kurz vor Eintritt des Waffenstillstandes an den Folgen eines Unfalls. Er wurde auf der Kriegsgräberstätte in Musson-Baranzy beigesetzt (Grab 590).
Hans Heinrich Georg Queckenstedt befasste sich vor allem mit der Bewegung und Strömung des Hirnwassers (Liquor cerebrospinalis). Nach ihm ist das Queckenstedt-Zeichen benannt, das die Durchgängigkeit der Liquorräume des Wirbelkanals überprüft.

## Veröffentlichungen (Auswahl)
- Untersuchungen über den Eisenstoffwechsel bei der perniciösen Anämie mit Bemerkungen über den Eisenstoffwechsel überhaupt. In: Zeitschrift für klinische Medizin. Band 79, Nr. 1–2, 1913
- Zur Diagnose der Rückenmarkskompression. In: Deutsche Zeitschrift für Nervenheilkunde. Band 55, 1916, S. 325–333, doi:10.1007/BF01733057.
- Veränderungen der Spinalflüssigkeit bei Erkrankungen peripherer Nerven, insbesondere bei Polyneuritis und bei Ischias. In: Deutsche Zeitschrift für Nervenheilkunde. Band 57, 1917, S. 316–329, doi:10.1007/BF01633171.